# Андреевка (Аургазинский район)
Андре́евка (баш. Андреевка) (бывш. Шмитовка) — село в Тукаевском сельсовете Аургазинского района Республики Башкортостан России.

## Географическое положение
Расстояние до:
- районного центра (Толбазы): 33 км,
- центра сельсовета (Тукаево): 8 км,
- ближайшей железнодорожной станции (Шингак-Куль): 50 км.

## Население
| 2002 | 2009 | 2010 |
| ---- | ---- | ---- |
| 227  | ↗258 | ↘235 |

Согласно переписи 2002 года, преобладающая национальность — русские (83 %).

## Религия
В селе есть православная церковь иконы Божией Матери «Всех скорбящих Радость».